# NGC 5192
NGC 5192 (również PGC 47503) – galaktyka spiralna (Sa), znajdująca się w gwiazdozbiorze Panny. Odkrył ją Albert Marth 12 kwietnia 1864 roku.